# Inês Oliveira
Inês Oliveira (10 de diciembre de 1998) es una deportista portuguesa que compite en remo. Ganó una medalla de plata en el Campeonato Mundial de Remo en Sala de 2024, en la prueba de ligero 2000 m.

## Palmarés internacional
| Campeonato Mundial | Campeonato Mundial      | Campeonato Mundial | Campeonato Mundial |
| Año                | Lugar                   | Medalla            | Prueba             |
| ------------------ | ----------------------- | ------------------ | ------------------ |
| 2024               | Praga (República Checa) | Medalla de plata   | Ligero 2000 m      |